# Microtylopteryx hebardi
Microtylopteryx hebardi är en insektsart som beskrevs av Rehn, J.A.G. 1905. Microtylopteryx hebardi ingår i släktet Microtylopteryx och familjen gräshoppor.

## Underarter
Arten delas in i följande underarter:
- M. h. nigrigena
- M. h. hebardi